# Денсілл Теобальд
Денсілл Теобальд (англ. Денсілл Теобальд; нар. 27 липня 1982, Порт-оф-Спейн, Тринідад і Тобаго) — тринідадський футболіст, центральний півзахисник клубу «Сентрал».

## Клубна кар'єра
Футбольну кар'єру розпочав на батьківщині в шкільній команді «Жан Ліллівайт». Дорослу футбольну кар'єру розпочав 2000 року в клубі «Торонто Олімпіанс». Потім повернувся до Тринідаду, де виступав за місцеві клуби «Каледонія АІА» та «Джо Паблік». Під час літнього трансферного вікна 2005 року за рекомендацією партнера по збірній Рассела Летапі перейшов до шотландського клубу «Фолкерк». Денсіл переходив як центральний півзахисник, проте за потреби міг закрити будь-яку позицію в півзахисті. Незважаючи на стабільну ігрову практику в національній збірній, у першій команді «Фолекрка» так і не зіграв жодного офіційного матчу й вже незабаром залишив шотландський клуб та повернувся на батьківщину, де виступав за «Каледонію АІА». Влітку 2007 року повернувся до Європи, підписавши контракт з угорським клубом «Уйпешт».
В лютому 2009 року відправився на перегляд до американського «Сіетл Соундерс», проте керівництво клубу вирішило не вносити його до заявки на сезон.

### «Демпо»
16 січня 2012 року було офіційно оголошено, що після домовленості між «Уйпештом» та «Каледонією АІА», Теобальд підписав контракт з індійським «Демпо», який виступає в І-Лізі.

### «Роял Вагіндог»
У грудні 2014 року підписав річний контракт з індійським «Роял Вагіндог», який щойно вийшов до І-Ліги.

### «Спортінг Клуб де Гоа»
У грудні 2015 року уклав договір зі «Спортінг Клуб де Гоа». 2017 року перейшов у «Мумбаї»

## Кар'єра в збірній
У складі національної збірної Тринідаду і Тобаго дебютував 25 липня 2002 року в нічийному (0:0) матчі проти Барбадосу. Регулярно виступав за збірну, у складі якої зіграв усі три поєдинки на чемпіонаті світу 2006 року в Німеччини.
Після завершення кар'єри Двайтом Йорком та Деннісом Лоренсом, саме Денсілла Теобальта було призначено новим капітаном «Сока Варріорс».